# Энергетика Армении

Разданская ТЭС — электростанция, обеспечивающая около 40 % производимой в стране электроэнергии

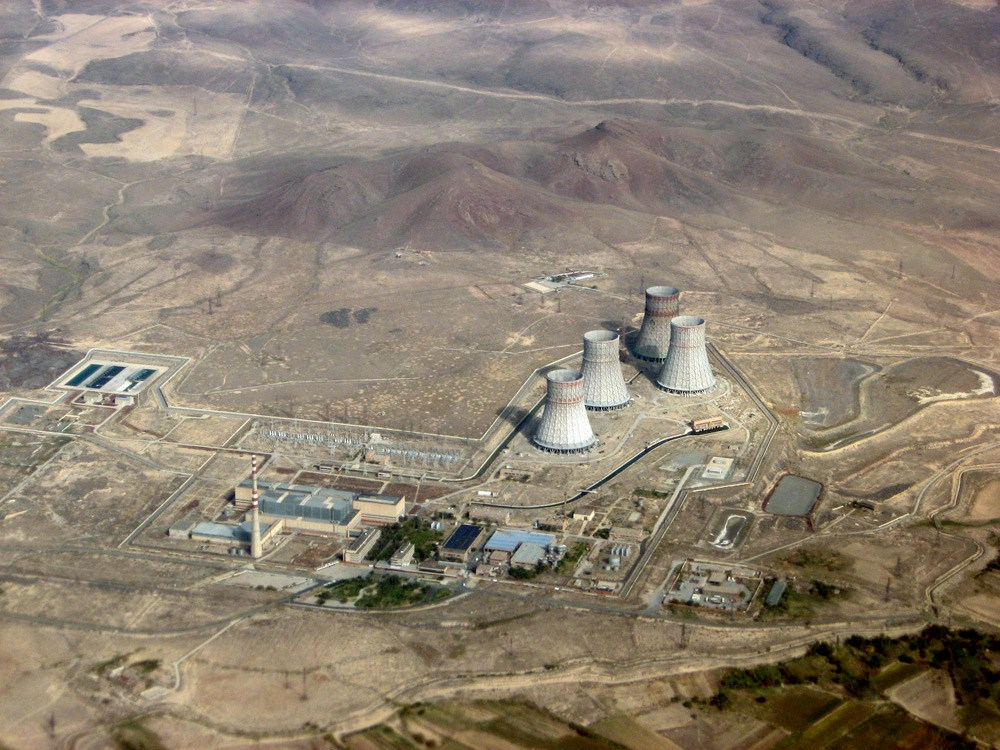
Армянская АЭС — электростанция, обеспечивающая около 30 % производимой электроэнергии в стране

Энергетика Армении — отрасль экономики Армении.

## История
До распада СССР армянская энергосистема являлась составной частью объединённой энергосистемы Закавказья, которая в свою очередь входила в состав объединённой энергосистемы СССР. Энергетический сектор Армении использовал горючее (газ, мазут, ядерное топливо), ввозимое из других советских республик, одновременно являясь экспортёром электроэнергии. Построенные в 1960—1970 гг. теплоэлектростанции (ТЭС) и запущенная в 1977 году Мецаморская атомная электростанция (АЭС) имели региональное значение (это особенно касается АЭС).
С 1989 года энергетические системы Закавказья разделились, однако перезапуск второго энергоблока АЭС в 1996 г., структурные реформы в энергетической отрасли и строительство высоковольтной линии электропередачи Иран-Армения позволили экспортировать электроэнергию в соседние страны, в частности, в Грузию и Иран. Это даёт возможность Грузии частично покрыть дефицит электроэнергии, а Армении — использовать имеющиеся мощности выработки энергии.

#### Ядерная энергетика

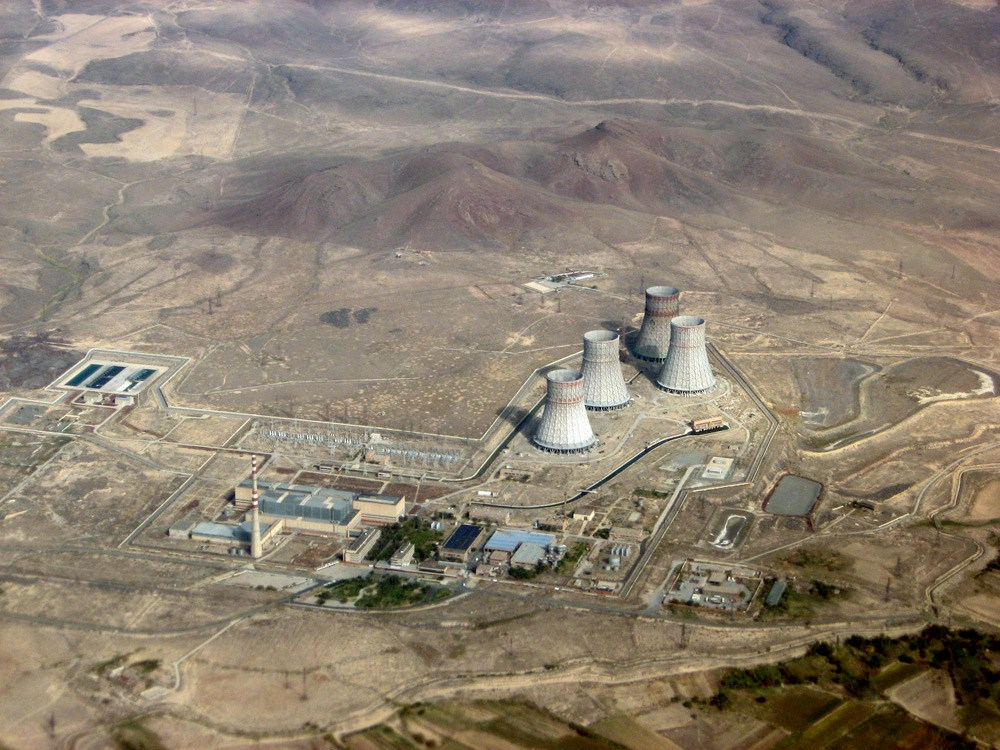
ААЭС.

#### Гидроэнергетика

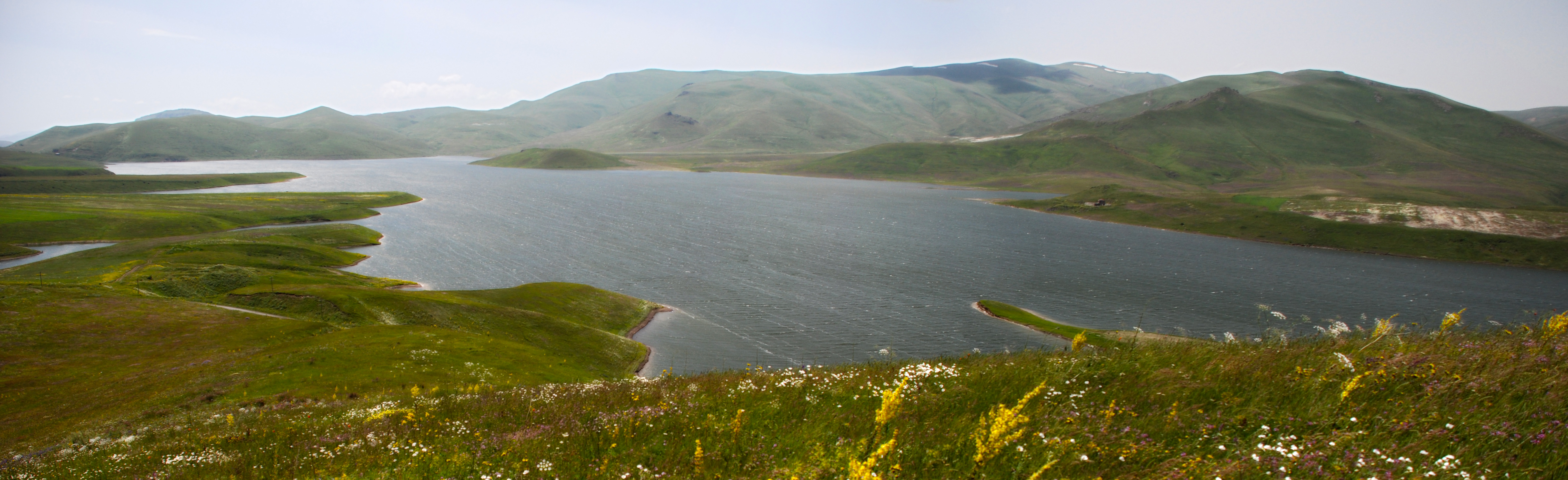
Спандарянское водохранилище одноименной ГЭС.

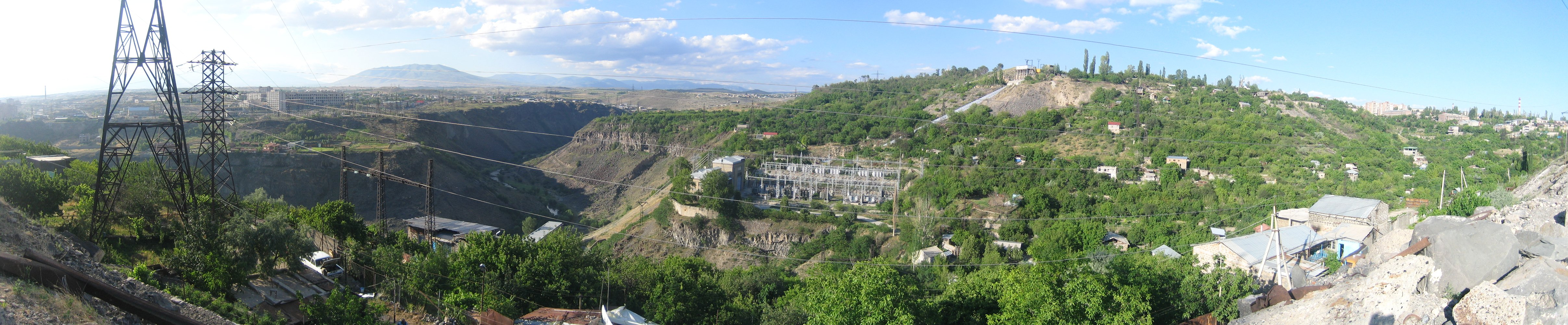
Канакерская ГЭС в Ереване.

##### Малые ГЭС

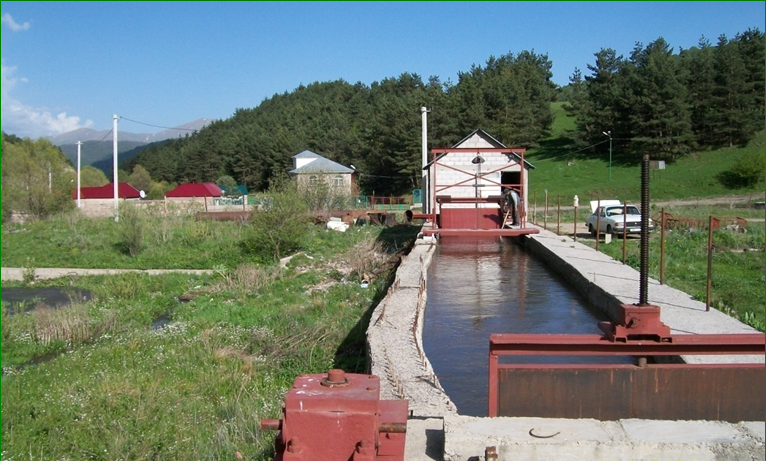
Малая ГЭС в Армении.

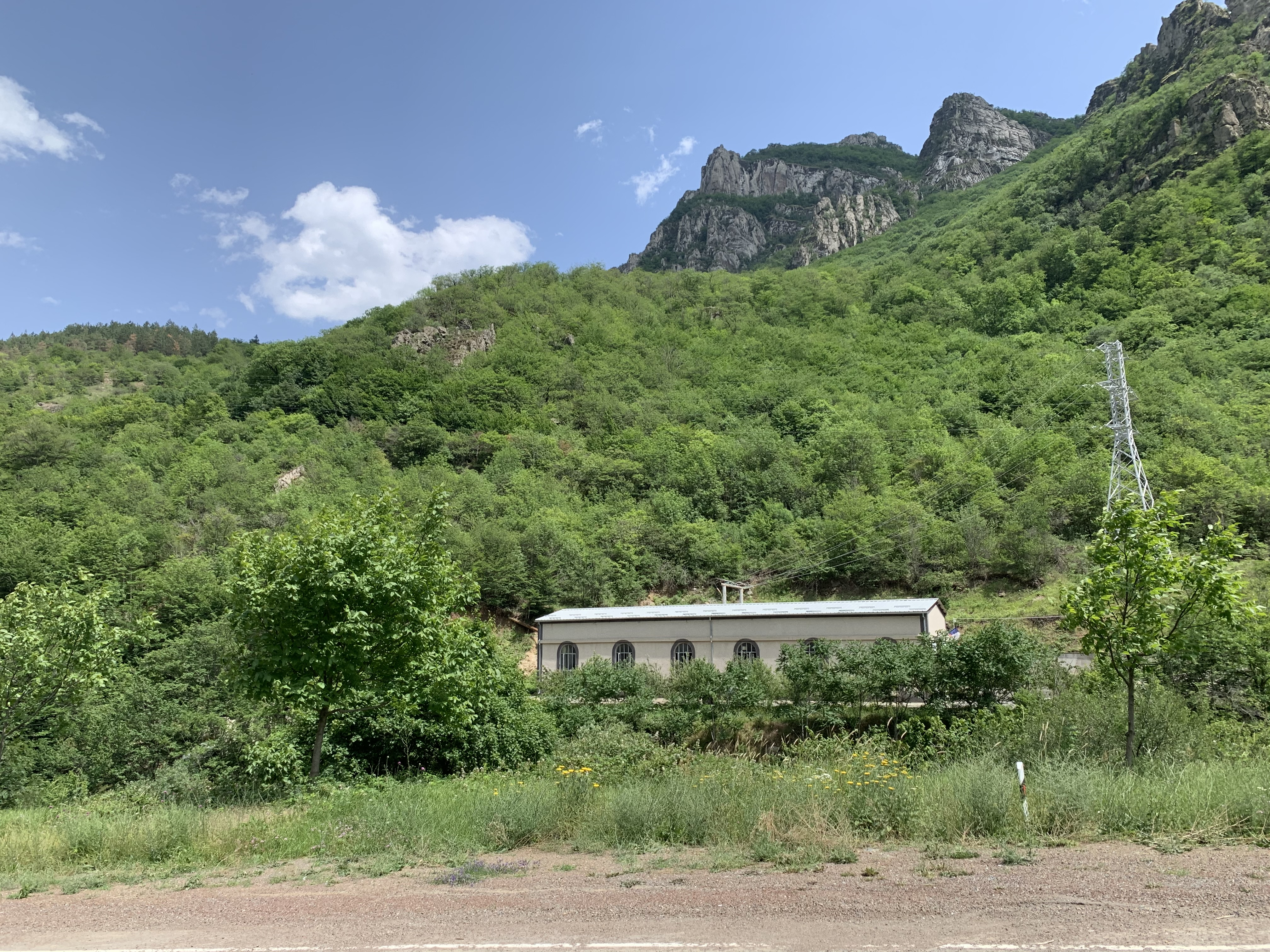
ГЭС начала XX в районе села Андокаван.

##### Фотовольтаика

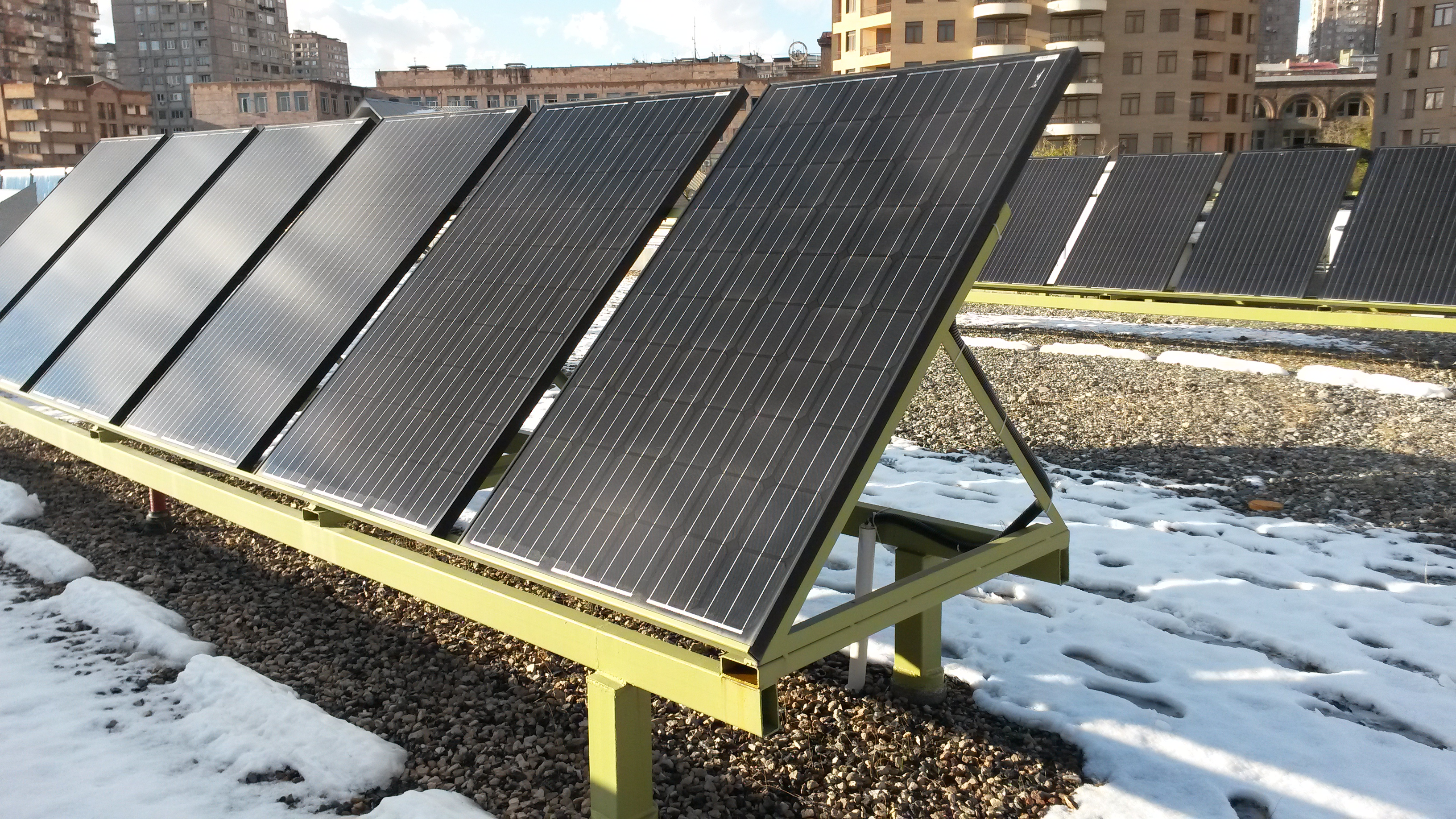
Солнечные панели в Ереване.

#### Ветроэнергетика

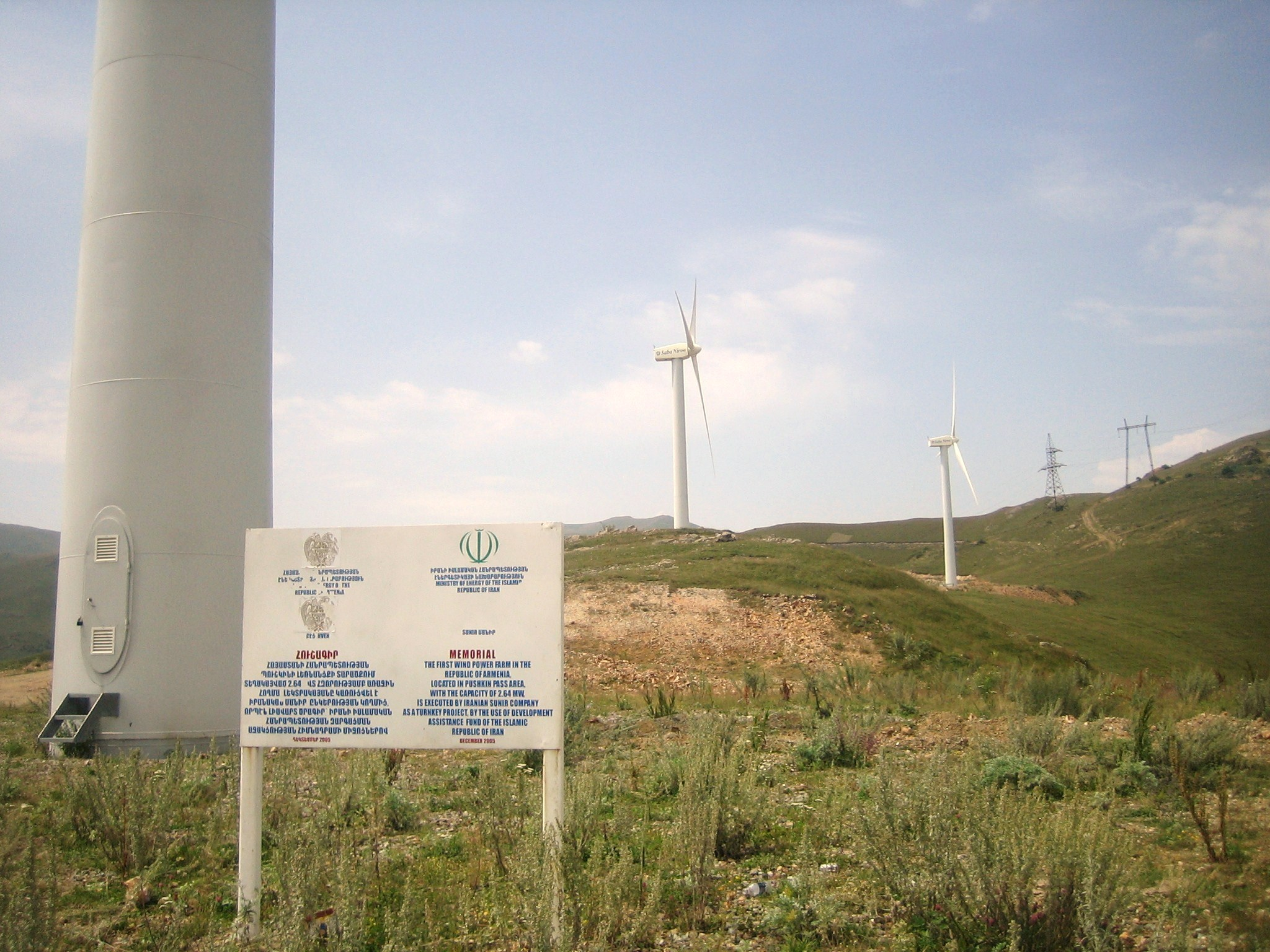
Ветряная электростанция «Лори-1» на Базумском хребте, на Пушкинском перевале.

#### Структура компании

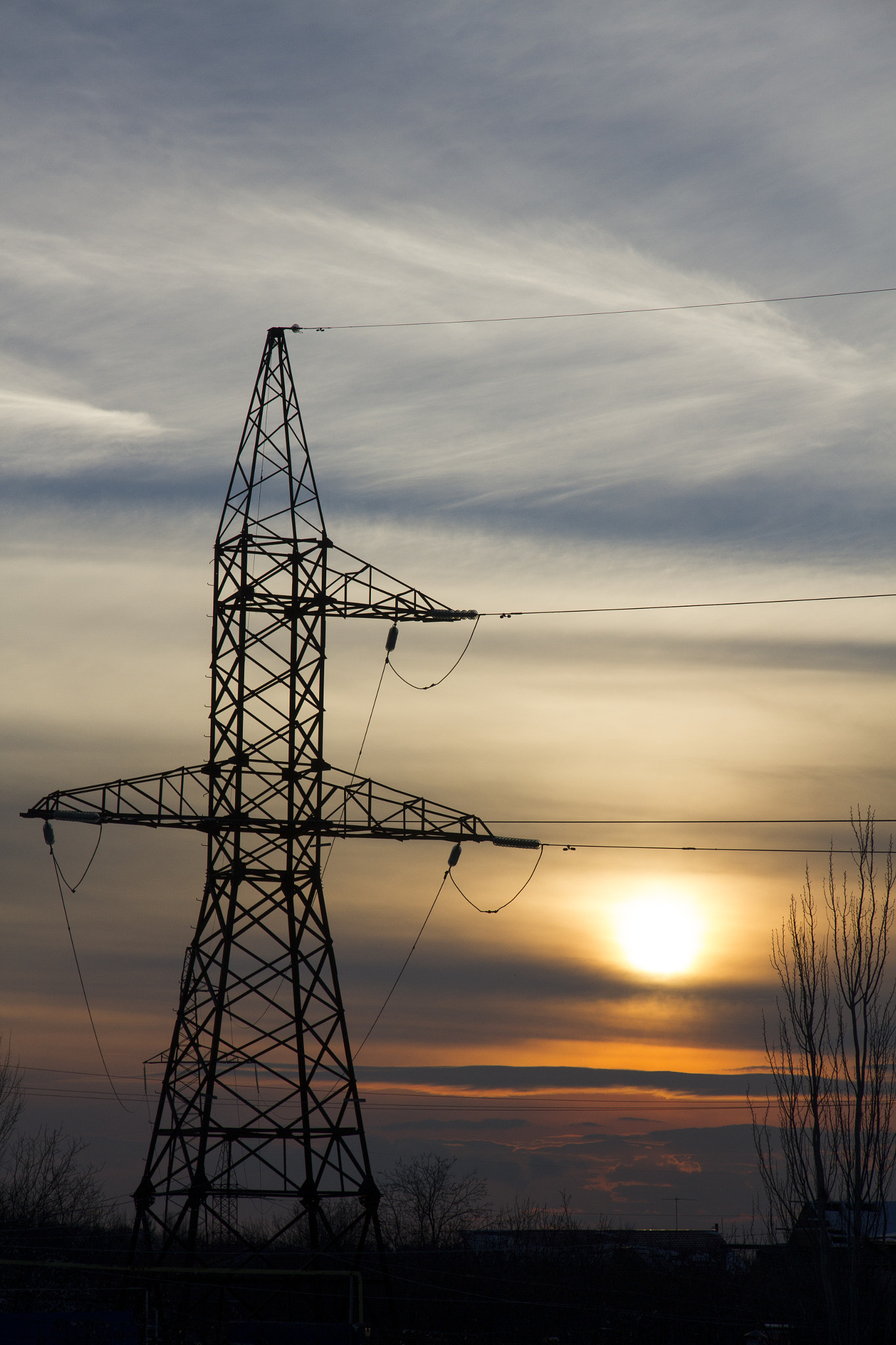
Мачта высоковольтной сети

### Импорт, транспортировка и распределение природного газа

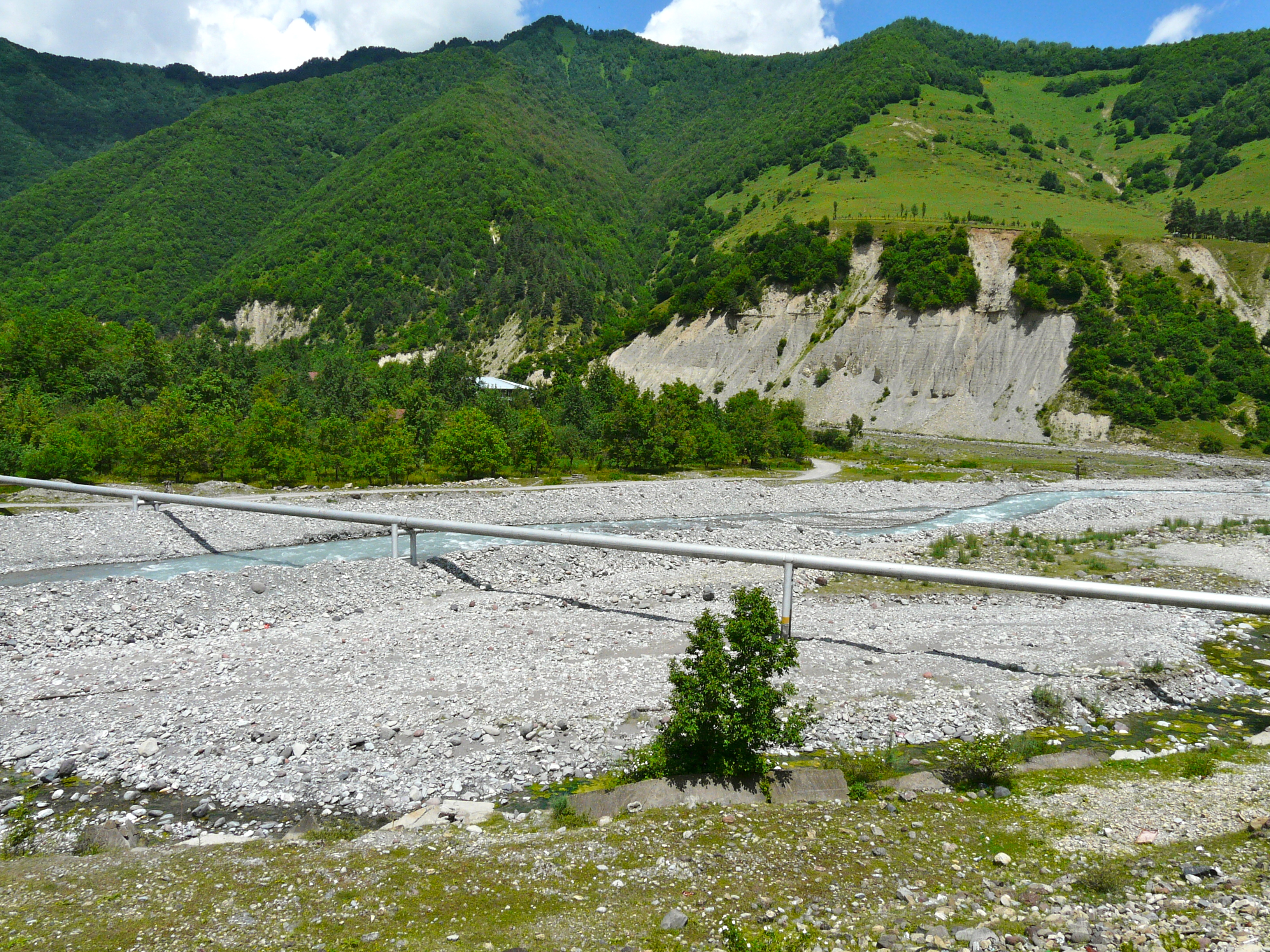
Газопровод в Армении.

### Импорт бензина

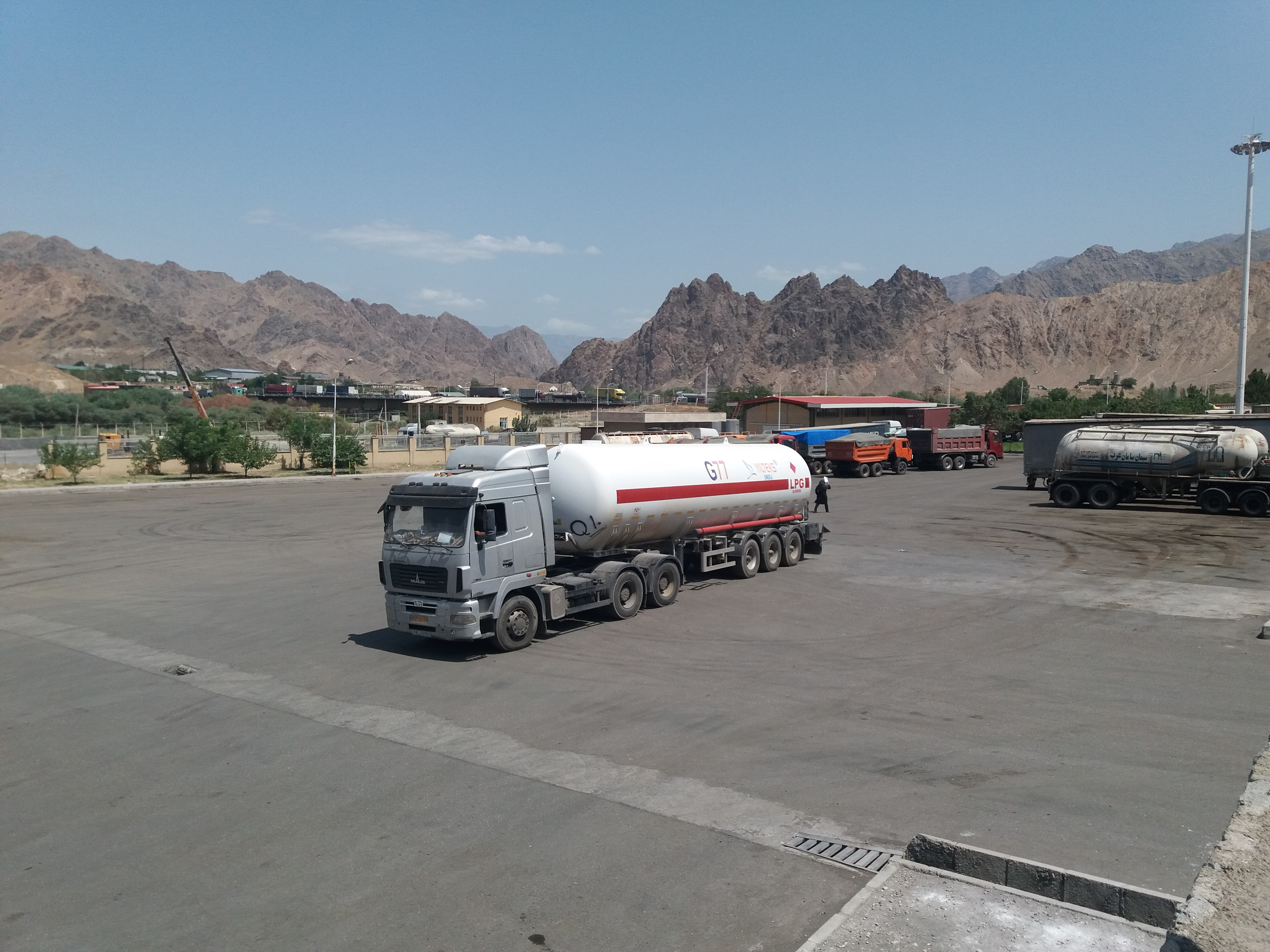
Транспортировка нефтепродуктов.